# 上海商業銀行

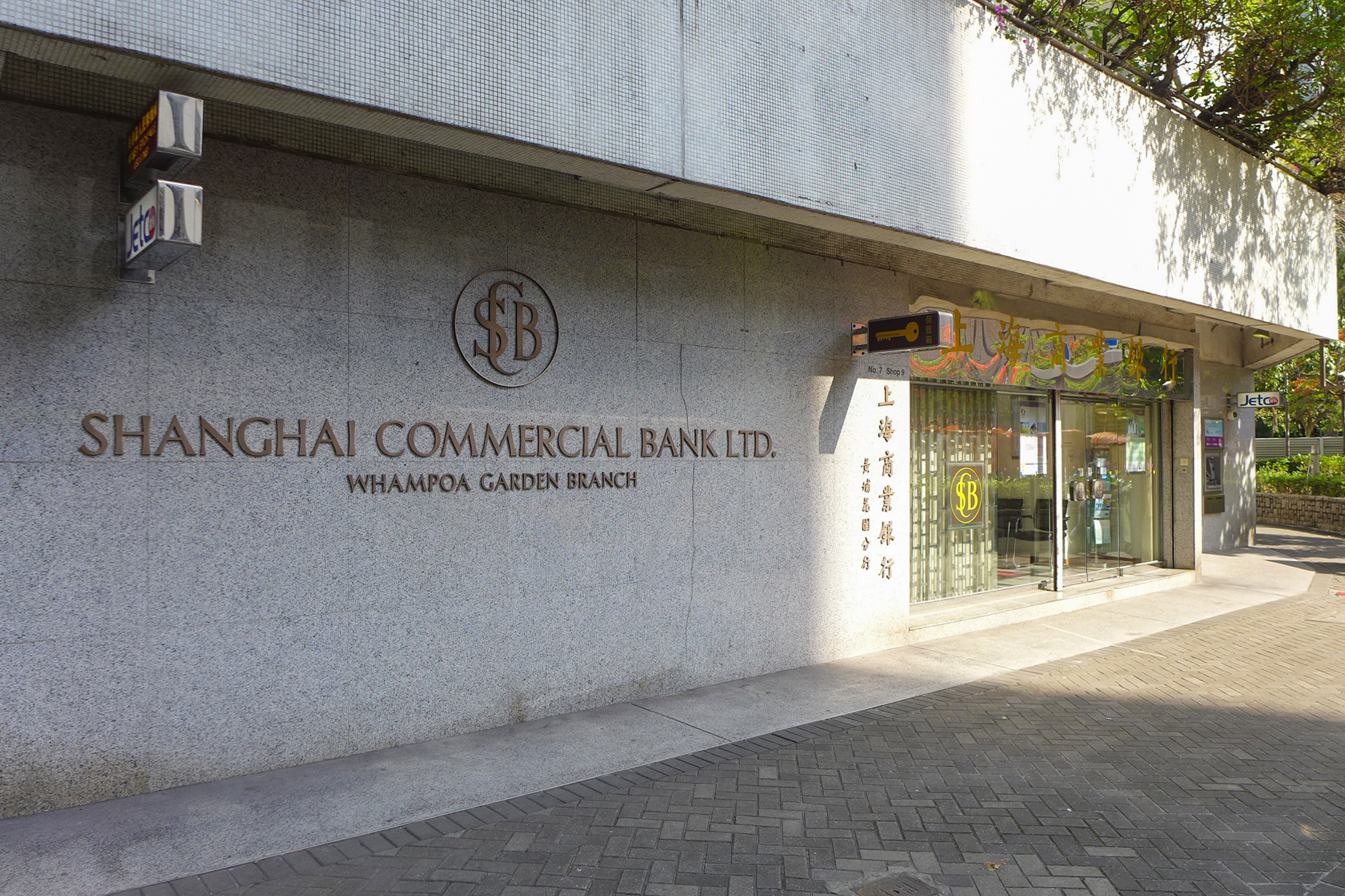
上海商業銀行黃埔花園分行

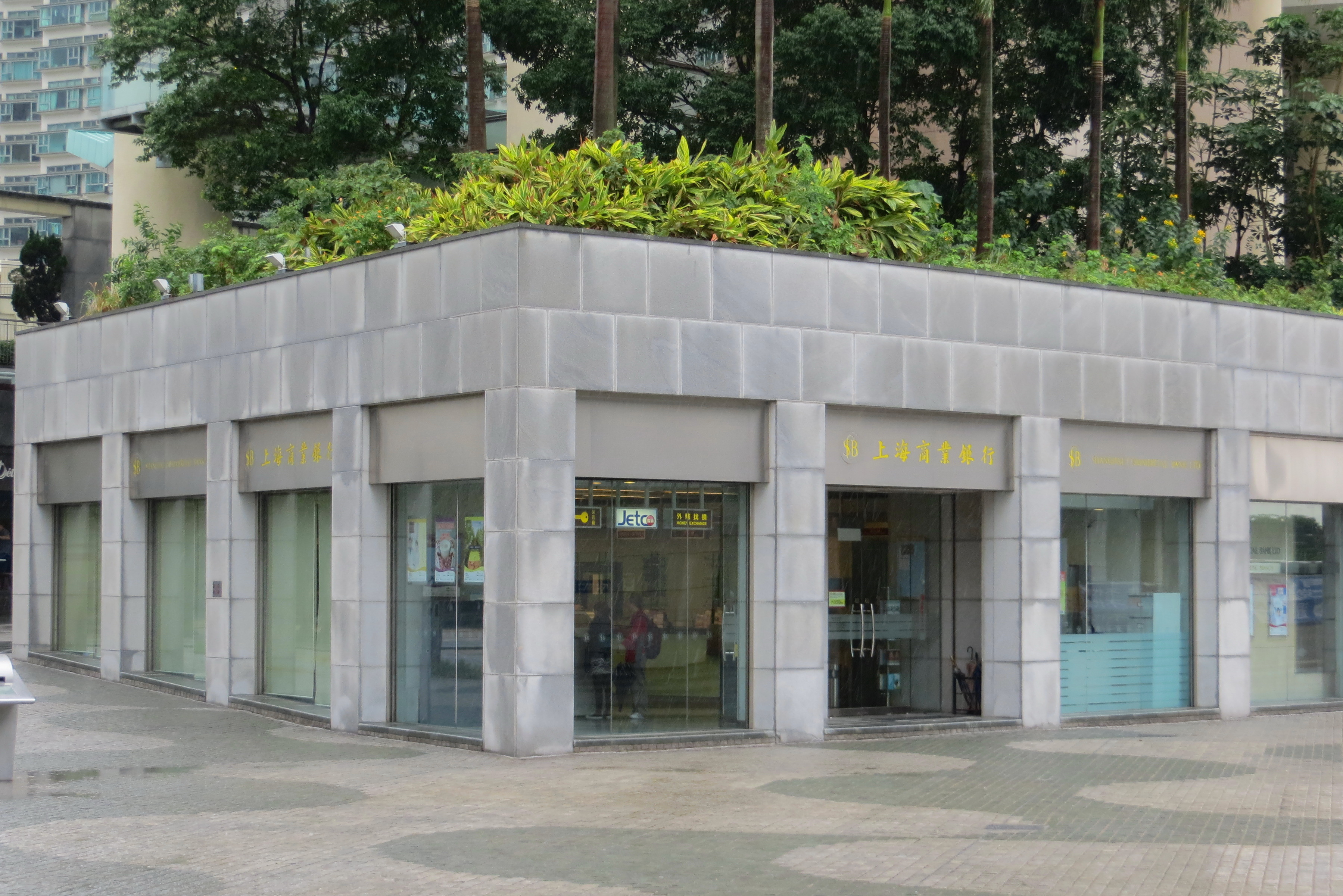
上海商業銀行東涌分行

上海商業銀行是一間由台资银行控股的香港銀行，源自創辦於上海的原上海商業儲蓄銀行的香港分行，由陳光甫於1915年創立。總部位於臺灣的上海商業儲蓄銀行是香港的上海商業銀行之大股东，源自原上海商業儲蓄銀行的上海總行。上海商業儲蓄銀行在1950年前於全中國以及英屬香港設有分行。除香港外，現在的上海商業銀行在中國大陸的上海、深圳設有分行，在海外在美國、英國設有分行。

## 歷史
1949年中華民國政府移至臺灣後，為避免中國大陸分行據點遭中華人民共和國政府清算，上海商銀於1950年將香港分行在香港註冊為上海商業銀行，脫離上海商業儲蓄銀行，現在與原總行遷移至臺灣的上海商業儲蓄銀行有聯繫，並持有中國大陆上海银行的股份。
上海商業銀行沒有股票上市，其大股東為上海商業儲蓄銀行，持股57.6％。據2008年年報顯示，該行總資產達港幣1097.5億元，全年盈利為港幣11.85億元，資本充足率高達19％。在香港共有42間分行，亦在紐約、倫敦、三藩市、洛杉磯、上海及深圳設有分行。
2008年8月14日上海商業銀行以港幣13.88億元成功投得中環皇后大道中十號中航集團大廈物業，佔地約4,300方呎，總樓面約69,981平方呎。
2010年7月23日皇后大道中10號中航集團大廈及12號上海商業銀行大廈現址，獲批出建築圖則，獲准合併重建1幢26層高商廈，項目建於1層地庫之上，總樓面14.2萬方呎。
2015年4月28日上海商業銀行新總部舉行平頂儀式，2016年中開始入伙。該位於皇后大道中12號的商業大廈高28層，地庫至1樓及14至25樓將會分別租出作零售及辦公室用途，其餘則會留作自用。
2017年3月20日，香港人壽原本股東亞洲保險有限公司、創興銀行有限公司、華僑永亨銀行有限公司、上海商業銀行有限公司和永隆銀行有限公司以71億港元出售予神祕買家首元國際有限公司（中國先鋒集團持有），其主席陳智文及總經理張立輝表示，出售後維持正常運作。而高盛（亞洲）有限責任公司和野村國際（香港）有限公司作為上述5名股東聯席財務顧問。
2024年12月27日，亞洲金融集團公布，連同其他股東、華僑銀行（香港）、創興保險、上海商業銀行及招商永隆代理以總代價約17.68億元悉售香港人壽予越秀企業；交易將取決於慣常的成交條件，包括但不限於監管機構的批准。

## 管理层人员
- 郭錫志先生（常務董事兼行政總裁）
- 鍾孟廷先生（副行政總裁兼風險管理總監）
- 鄭志珊先生（副行政總裁兼資訊科技及營運處總監）
- 羅偉泰先生（副風險管理總監兼法律及合規處總監）
- 楊龍元先生（副風險管理總監兼風險管理處主管）
- 翁麗倩女士（執行副總裁兼財務總監）
- 陳志偉先生（執行副總裁兼傳統銀行業務總監）
- 黎健生先生（執行副總裁兼財資業務處總監）
- 馮楚卿女士（執行副總裁兼人力資源處總監）
- 莊　希女士（執行副總裁兼財富管理業務總監）
- 吳志强先生（執行副總裁兼物業發展處總監）
- 陳明慧女士（高級副總裁兼總稽核）
- 湯偉勳先生（高級副總裁兼企業銀行業務主管）

## 外部連結
- 上海商業銀行官方網站（页面存档备份，存于）